# Aricent
Aricent — ныне несуществующая международная компания по проектированию и инжинирингу. Куплена французской компанией Altran в 2018 году и переименована сначала в Altran North America в апреле 2019 года, а в начале 2020 года в Altran Americas.

## История
Aricent является преемником компании Hughes Software Systems, основанной в 1991 году как дочерняя компания Hughes Electronics и Sequoia Capital.
- 1991: KV Ramani основал компанию Hughes Software Systems (HSS) в Неру-Плейс (англ. Nehru Place, Нью-Дели), где разрабатывала программные решения в области сетей на базе VSAT для передачи голоса и данных, сотовой беспроводной телефонии, коммутации пакетов и многопротокольной маршрутизации. Пионер в разработке стеков протоколов[6]. Компания приобрела Frog Design примерно за 25 миллионов долларов[7].
- 2004: Flextronics купила HSS, чтобы сформировать Flextronics Software Systems, и слилась с Future Software со штаб-квартирой в Ченнаи[8].
- 2005: Расширение девелоперских операций в Киеве, Херсоне и Виннице на Украине; Рандбурге в ЮАР; Пекине в Китае. Была исключена из листинга индийской фондовой биржи при подготовке к продаже.
- 2006: Компания куплена венчурными фондами KKR и Sequoia Capital в рамках продажи компаний-разработчиков программного обеспечения за 900 миллионов долларов[9]. Эта сделка стала крупнейшим случаем прямых инвестиций в истории Индии[10].
- 2007: Приобретение Datalinx; запустили предложения поставщиков услуг[11].
- 2008: Семейный офис, многопрофильный семейный офис компании со штаб-квартирой в Бахрейне также присоединились в финансировании Aricent[12].
- 2011: Компания переименована в Aricent Group[13].
- 2011: Открытие центра проектирования и разработки для тестирования и беспроводных технологий во Вьетнаме[14]
- 2013: переименован в Aricent.
- 2015: Приобретение компании SmartPlay Technologies, занимающейся производством полупроводников, за 180 миллионов долларов. В рамках сделки к персоналу Aricent присоединились более 1200 сотрудников SmartPlay.
- 2018: Altran приобретает Aricent[15][16]
- 2019: Altran меняет название Aricent на Altran North America; Capgemini объявляет о планах по приобретению Altran Group[17]
- 2020: Altran North America переименована в Altran Americas; Capgemini приобретает Altran Group в апреле
- Апрель 2021 года - компания Capgemini объединила Altran Technologies SA со своим исследовательскими подразделениями в Capgemini Engineering.

## Подразделения
- Информационный кампус Aricent Gurgaon
- Офис Арисент Гургаон Тикри